# نهائي كأس إسكتلندا 1993
نهائي كأس اسكتلندا 1993 هي المباراة النهائية من منافسة كأس المملكة المتحدة 1992–93، أقيمت المباراة في 29 مايو 1993، في سلتيك بارك، بين فريقي نادي رينجرز، ونادي أبردين، وفاز فيها نادي رينجرز، بعد أن هزم نادي أبردين، بنتيجة 2 - 1، وكان حكم المباراة جيم ماكلوسكي، وحضر المباراة 50715 شخصاً.

## تفاصيل المباراة
لعبت المباراة النهائية في 29 مايو 1993.
| نادي رينجرز | 2 -1 | نادي أبردين |
| ----------- | ---- | ----------- |
|             |      |             |